# Andrei Ursu
Andrei Ionuț Ursu, noto precedentemente come WRS (Buzău, 16 gennaio 1993), è un cantante e ballerino rumeno.
Ha rappresentato la Romania all'Eurovision Song Contest 2022 con il brano Llámame.

## Biografia
Ursu ha iniziato a ballare all'età di 12 anni, incoraggiato dai genitori, due danzatori folk. Ha avviato la sua carriera musicale nel 2015, entrando a far parte della boy band Shot. Due anni dopo, ha lasciato il progetto e si è trasferito a Londra, dove ha iniziato a lavorare come compositore. Nel 2020 ha firmato un contratto come solista con la Global Records e ha iniziato a pubblicare musica sotto lo pseudonimo di WRS. I singoli Amore e Tsunami hanno ottenuto successo nelle radio in Romania e Bulgaria, permettendogli di ricevere due nomination agli Artist Awards.
WRS è stato annunciato fra gli artisti partecipanti a Selecția Națională 2022, il programma di selezione del rappresentante rumeno all'annuale Eurovision Song Contest, dove ha presentato l'inedito Llámame. È risultato il vincitore dell'evento, diventando di diritto il rappresentante rumeno a Torino. Nel maggio successivo, dopo essersi qualificato dalla seconda semifinale, WRS si è esibito nella finale eurovisiva, dove si è piazzato al 18º posto su 25 partecipanti con 65 punti totalizzati.

## Discografia

### Album in studio
- 2023 – Fiesta '23

### EP
- 2022 – Mandala
- 2024 – Cântece de inimă
- 2024 – Vanilla Boy

### Singoli
- 2020 – Why
- 2020 – No Weight
- 2020 – Hadi
- 2020 – La rasarit
- 2020 – All Alone
- 2021 – Amore (con İlkan Günüç e Cristi Nitzu)
- 2021 – Maui (con Killa Fonic)
- 2021 – Tsunami
- 2021 – Leah
- 2022 – La Luna
- 2022 – Dalia
- 2022 – Don't Rush
- 2022 – Llámame
- 2022 – Lily
- 2022 – If You Were Alone (con Andromache)
- 2022 – La melodia
- 2022 – Me flipa
- 2022 – Bamboleo (con David Goldcher)
- 2022 – Tu nu vrei
- 2023 – Dale
- 2023 – I Like It (con i Gran Error)
- 2023 – One Family
- 2023 – Ocean Eyes (con Monoir)
- 2023 – Cel mai eu (con Holy Molly)
- 2023 – Hai, inimă!
- 2023 – Îndrăgostiți de atâtea ori
- 2024 – Noaptea ne fură iubiri (con Theo Rose)
- 2024 – Mi-erai rai
- 2024 – Lângă tine
- 2024 – About U (con Sasha Lopez)
- 2024 – O nouă viață
- 2024 – Să mă iubești (con Eva Timuș)
- 2025 – Rece ca ianuarie
- 2025 – Sharaiman (con Domand e Domino)
- 2025 – De-ai fi în locul meu (con Andra)